# Vierde klasse hockey
De Vierde klasse is vanaf seizoen 2018/2019 het zevende en laagste niveau in het Nederlandse hockey.
Er zijn zes parallelle poules, die naar regio zijn ingedeeld met elk maximaal 12 teams. Het aantal teams per poule verschilt hier, omdat er niet in elke regio evenveel clubs zijn. In de kleinere poules kan het voorkomen dat er soms 3 keer tegen elke tegenstander gespeeld wordt, om toch evenveel wedstrijden te spelen.

Promotie-/degradatieregeling vanaf seizoen 2018-2019:
- De nummers 1 van de Vierde klasse (poule A t/m F) promoveren rechtstreeks naar de Derde klasse.
- De nummers 2 en van de Vierde klasse (poule A t/m F) plaatsen zich voor de play-offs Derde klasse. Bij deze play-offs Derde klasse wordt er bij de heren en dames om 2 plekken gespeeld.
- Er is geen degradatie mogelijk, omdat dit de laagste klasse is. De competitie is dan ook het begin van de ladder in het Nederlandse hockey. Als een (nieuwe) club zijn eerste team inschrijft voor de bondscompetitie (voor de eerste keer of een herstart) zal dit team in de meeste gevallen in de vierde klasse worden ingedeeld.

Tijdens de seizoenen 2013/14 en 2014/15, was er sprake van een afwijkende opzet. Eerst was er een voorcompetitie met 4 teams per poule. De winnaar hiervan verdiende een play off-ticket voor promotie en er vond een herindeling plaats. De herindeling resulteerde in poules met 7-8 teams. De beste kampioenen verdienden directe promotie naar de Derde klasse en met overige kampioenen en nummers 2 vonden er promotiewedstrijden plaats. In het seizoen 2015/16 is er weer een pouleindeling die gedurende het seizoen gelijk blijft.
Nederlandse competities: Hoofdklasse (zaal) · Promotieklasse · Overgangsklasse · Eerste klasse · Tweede klasse · Derde klasse · Vierde klasse · Gold Cup · Silver Cup

Nederlands kampioenschap: Lijst van Nederlandse landskampioenen hockey · Lijst van Nederlandse landskampioenen zaalhockey

Europese competities: Euro Hockey League · Europacup I · Europa Cup II · Europacup zaalhockey